# Grattai Mountain
Grattai Mountain ist ein 1.412 Meter hoher Berg im Nandewar Range, dessen Fuß auf 500 Meter über Meereshöhe im nördlichen Teil von New South Wales in Australien liegt.
Der Berg liegt etwa 38 Kilometer von Narrabri, 55 Kilometer von Bingara und 62 Kilometer von Barraba entfernt.
Der Grattai Mountain befindet sich mit dem 1.502 Meter hohen Mount Kaputar im Mount-Kaputar-Nationalpark im Gebiet der geologischen Nandewar Volcano und besteht aus vulkanischem Gestein. Entstanden ist er vor etwa 21 Millionen Jahren.
Da der Berg entlegen ist, wird er nicht häufig bestiegen, allerdings führen Wanderwege zum Berg hinauf.